# Pekalongan (Bojongsari)
Pekalongan is een bestuurslaag in het regentschap Purbalingga van de provincie Midden-Java, Indonesië. Pekalongan telt 4810 inwoners (volkstelling 2010).